# FlatOut (Computerspielreihe)
FlatOut ist eine Serie von Rennspielen, bei denen neben dem Fahren von Rennen das Anrichten von Zerstörung an Fahrzeugen und Umgebung einen zentralen Punkt darstellt. Die Serie wurde zunächst vom finnischen Studio Bugbear Entertainment entwickelt und vom britischen Publisher Empire Interactive vertrieben. Von Bugbear wurden bislang vier FlatOut-Titel entwickelt. Nach einem Wechsel der Rechteinhaber werden die FlatOut-Spiele seit 2010 vom niederländischen Studio Team6 entwickelt, die bislang zwei Titel veröffentlichten.

## Spiele
| Titel                          | Veröffentlichung | Plattformen                      |
| ------------------------------ | ---------------- | -------------------------------- |
| FlatOut                        | 2004             | Windows, PlayStation 2, Xbox     |
| FlatOut 2                      | 2006             | Windows, PlayStation 2, Xbox     |
| FlatOut: Ultimate Carnage      | 2007             | Xbox 360, Windows                |
| FlatOut: Head On               | 2008             | PlayStation Portable             |
| FlatOut                        | 2010             | Wii                              |
| FlatOut 3: Chaos & Destruction | 2011             | Windows                          |
| FlatOut Stuntman               | 2013             | iOS                              |
| FlatOut 4: Total Insanity      | 2017             | PlayStation 4, Xbox One, Windows |

### FlatOut
FlatOut (von engl. ugs. flatout: Vollgas) ist ein Rennspiel des finnischen Entwicklerstudios Bugbear. Es wurde Ende 2004 vom britischen Publisher Empire Interactive für die Plattformen Windows, PlayStation 2 und Xbox veröffentlicht.
FlatOut ist angelehnt an Spiele wie Destruction Derby. Neben dem für Rennspiele üblichen schnellstmöglichen Befahren vorgegebener Strecken ist das Beschädigen der Umgebung und der gegnerischen Fahrzeuge ein zentraler Bestandteil des Spiels. Auf und neben den Strecken, die überwiegend in ländlichen Gebieten angesiedelt sind, befinden sich eine Vielzahl von zerstörbaren Objekten.
Das Spiel verkaufte sich gut. Es wurden laut Entwickler etwa 800.000 Einheiten verkauft. Daher wurde bereits einige Monate nach der Veröffentlichung von FlatOut ein Nachfolger angekündigt, der 2006 erschien.

### FlatOut 2

Logo FlatOut 2

FlatOut 2 ist ein Rennspiel des finnischen Entwicklerstudios Bugbear Entertainment. Es wurde im Sommer 2006 von dem britischen Publisher Empire Interactive für die Plattformen Windows, PlayStation 2 und Xbox veröffentlicht und ist der Nachfolger des 2004 für Windows, Xbox und PlayStation 2 erschienenen FlatOut. Im Herbst 2008 wurde von Virtual Programming eine Version für Mac OS X veröffentlicht.
Das Spielprinzip von FlatOut 2 ist dem des Vorgängers sehr ähnlich. Es ist ein Rennspiel, bei dem neben dem schnellen Fahren auch oft der Grad der angerichteten Zerstörung, sei es die Zerstörung der Umgebung oder die der gegnerischen Fahrzeuge, für den Sieg maßgeblich ist. Das Spiel nutzt zur optisch ansprechenden Darstellung dieser Zerstörung eine leistungsfähige Physik-Engine und sehr detaillierte Schadensmodelle.
Das Spiel wurde insgesamt positiv aufgenommen, es erzielte bei Metacritic Durchschnittswerte zwischen 73 und 78 Punkten. Kritiker lobten vor allem die zahlreichen Zerstörungsmöglichkeiten sowie das außergewöhnlich detaillierte Schadensmodell. Bemängelt wurde vereinzelt mangelnde Abwechslung im Spielprinzip. Laut Angaben des Publishers Empire Interactive wurden bis Januar 2007 bereits über eine Million Kopien des Spiels verkauft.

### FlatOut: Ultimate Carnage

Logo FlatOut: Ultimate Carnage

FlatOut: Ultimate Carnage ist der dritte Teil der FlatOut-Serie des finnischen Entwicklerstudios Bugbear. Das Spiel wurde am 22. Juni 2007 vom britischen Publisher Empire Interactive für die Xbox 360 in Europa veröffentlicht, während die Windows-Version am 29. Juli 2008 erschienen ist. Es ist im Wesentlichen ein Remake von FlatOut 2 für aktuelle Konsolen. Daher sind wesentliche Elemente des Spiels dem Vorgänger ähnlich oder sogar identisch.
FlatOut: Ultimate Carnage wurde aufgrund der Gemeinsamkeiten mit dem Vorgänger auch weitgehend wie dieser bewertet.

### FlatOut: Head On
FlatOut: Head On ist eine Portierung des Vorgängers FlatOut: Ultimate Carnage für die PlayStation Portable. Das Spiel erschien 2008 und ist in weiten Teilen identisch mit dem Vorgänger. Beinahe alle Elemente wurden von FlatOut 2 übernommen, daher ist auch das Spielprinzip das gleiche.
FlatOut: Head On wurde von der Fachpresse überwiegend positiv aufgenommen. Gelobt wurde häufig, dass der gesamte Funktionsumfang der Windows-Version auf die PSP übertragen wurde. Negativ fielen Testern zu niedrig aufgelöste Texturen auf. Ansonsten decken sich die Kritikpunkte weitgehend mit denen, die bereits bei FlatOut 2 und bei Ultimate Carnage genannt wurden.

### FlatOut (2010)
FlatOut ist der erste Teil der FlatOut-Reihe, der vom niederländischen Studio Team6 entwickelt wurde. Er erschien 2010 exklusiv für die Wii. Die Rezeption fiel mäßig aus.

### FlatOut 3: Chaos & Destruction

Logo FlatOut 3: Chaos & Destruction

FlatOut 3: Chaos & Destruction ist der sechste Teil der FlatOut-Reihe und wurde ebenfalls von Team6 entwickelt. Er erschien 2011 für Windows und konnte zunächst nur über die Online-Plattform Steam erworben werden. Das Spielprinzip ist im Wesentlichen den Vorgängern nachempfunden. Das Spiel stellt in vielerlei Hinsicht, z. B. der Fahrzeugauswahl und der Streckenvielfalt, eine vergrößerte Version der Vorgänger dar. Das Spiel erhielt außergewöhnlich schlechte Bewertungen bei zahlreichen Spielemagazinen. Häufig kritisiert wurden zahlreiche Bugs, eine schlechte Steuerung sowie eine sehr realitätsferne Fahrphysik.

### FlatOut 4: Total Insanity
FlatOut 4 erschien am 17. März 2017 für Playstation 4 und Xbox One. Die PC-Version erschien am 4. April 2017.